# Ivan Benigar
Ivan (Janko) Benigar (španjolski: Juan Benigar; Zagreb, 23. prosinca 1883. – Poi Pucon, 14. siječnja 1950.) bio je hrvatsko-slovenski civilni inženjer, antropolog, filolog, jezikoslovac, etnolog, leksikograf, povjesničar, filozof, istraživač, sociolog, amerikanist i indijanolog.

## Životopis
Rođen je u Zagrebu slovenskim roditeljema 23. prosinca 1883. godine. Brat mu je franjevac Aleksa Benigar. Studirao je građevinarstvo u Grazu i Pragu te završio studije kao civilni inženjer.
Skupljao je etnografsku građu o Bugarima, a 1904. u Zagrebu objavio je gramatiku Bugarska slovnica sa čitankom. 
U Buenos Aires odlazi 1908., a potom je otišao na jug Patagonije, gdje je do kraja života živio s indijanskim plemenom Mapuche. Godine 1910. oženio se unukom indijanskog poglavice Catriela, Eufemiom Scheypuquin, s kojom je imao jedanaestoro djece. Šest godina nakon smrti prve supruge ponovo se oženio Rosariom Pena, koja je također Indijanka Mapuche s kojom je imao četvero djece. Umro je u mjestu Poi Pucon u općini Alumine u Provinciji Neuquen, 14. siječnja 1950. godine.
Napisao je rječnik jezika plemena Mapuche i nekoliko drugih knjiga. Od 1924. bio je član Vijeća američke povijesti i numizmatike, današnja Povijesna akademija u Buenos Airesu. Nazvan je „bijelim poglavicom plemena Mapuche”. Borio se za prava tog naroda, čiji je jezik i kulturu istraživao i proučavao.
U Argentini napisao je dvije knjige: El problema del hombre americano (Problem američkog čovjeka) i La Patagonia peinsa (Patagonija misli).

### Knjige
- Perinić, Ljeposlav. 1998. Hrvati u Argentini.   Šakić, Vlado; Jurčević, Josip (ur.). Budućnost iseljene Hrvatske. Institut društvenih znanosti "Ivo Pilar". Zagreb. str. 277–286

## Vanjske poveznice
- Ivan Benigar Hrvatska enciklopedija

- Dokumentarni Dokumentarni film RTV slovenija
- Slovenski biografski leksikon